# Gouvernement Naqvi
Elahi II Maryam Nawaz Sharif
Le gouvernement Naqvi est le gouvernement du Pendjab du 26 janvier 2023 au 6 mars 2024.

## Historique

### Formation
Mohsin Raza Naqvi est désigné le 22 janvier 2023 ministre en chef par la commission électorale, après avoir été proposé par le chef de l'opposition Hamza Shehbaz Sharif. L'Assemblée provinciale du Pendjab a été dissoute le 14 janvier à la demande du chef de l'opposition du Pakistan et du Mouvement du Pakistan pour la justice (PTI), Imran Khan, qui souhaite faire pression sur le gouvernement pour organiser les élections législatives pakistanaises de 2023 de manière anticipée en provoquant la tenue des élections provinciales de 2023 au Pendjab pakistanais.
Le gouvernement est formé le 26 janvier et les portefeuilles attribués le 28 janvier.
En août 2023, la commission électorale invalide des décisions gouvernementales, rappelant au gouvernement de se limiter à expédier les affaires courantes.

## Composition
| Poste                                                  | Titulaire | Titulaire             | Parti |
| ------------------------------------------------------ | --------- | --------------------- | ----- |
| Ministre en chef                                       |           | Mohsin Raza Naqvi     | Sans  |
| Ministre de l'Énergie Ministre de l'Industrie          |           | Tanveer               | Sans  |
| Ministre de la Santé spécialisée                       |           | Javaid Akram          | Sans  |
| Ministre du Gouvernement local                         |           | Ibrahim Murad         | Sans  |
| Ministre de la Communication                           |           | Bilal Afzal           | Sans  |
| Ministre de la Santé                                   |           | Jamal Nasir           | Sans  |
| Ministre de l'Éducation et de l'Enseignement supérieur |           | Mansoor Qadir         | Sans  |
| Ministre des Affaires religieuses et des Wakfs         |           | Azfar Ali Nasir Zakat | Sans  |
| Ministre de l'Information et de la Culture             |           | Amir Mir              | Sans  |